# Black Dog Game Factory
Black Dog Game Factory war eine Marke (sog. Imprint) des Verlages White Wolf. Die Marke wurde genutzt um einige Erweiterungsbücher der alten World of Darkness Pen-&-Paper-Rollenspiel-Serie zu veröffentlichen. Bücher, die bei Black Dog veröffentlicht wurden, haben Inhalte für Erwachsene, jedoch nicht ausschließlich welche mit sexuellem Bezug. So erschienen Bücher bei Black Dog, weil sie sich ausgiebig mit Gewalt beschäftigten (wie das Hunter Book: Wayward), religiöse Themen (wie Cainite Heresy) oder kritische Themen behandelten (wie das Holocaustthema in Charnel Houses of Europe: The Shoah).
Bücher, die Black Dog unter anderem verlegte:
| Name                                                                        | Game Line                | Release Date |
| --------------------------------------------------------------------------- | ------------------------ | --- |
| The Giovanni Chronicles, a four-part series Part I Part II Part III Part IV | Vampire: The Masquerade  | ? 1. April 1996, ISBN 978-1-56504-251-3 12. März 1998, ISBN 978-1-56504-258-2 29. April 1999, ISBN 978-1-56504-252-0 |
| Montreal by Night                                                           | Vampire: The Masquerade  | 1. November 1996, ISBN 978-1-56504-224-7                                                                             |
| Clanbook: Baali                                                             | Vampire: The Dark Ages   | 1. Juni 1998, ISBN 978-1-56504-213-1                                                                                 |
| The Cainite Heresy                                                          | Vampire: The Dark Ages   | 24. Februar 1999, ISBN 978-1-56504-296-4                                                                             |
| Freak Legion: A Player's Guide to Fomori                                    | Werewolf: The Apocalypse | 1. Dezember 1995, ISBN 978-1-56504-350-3                                                                             |
| Destiny's Price                                                             | Mage: The Ascension      | 1. Dezember 1995, ISBN 978-1-56504-450-0                                                                             |
| Charnel Houses of Europe: The Shoah                                         | Wraith: The Oblivion     | 1. Februar 1997, ISBN 978-1-56504-651-1                                                                              |
| Dark Reflections: Spectres                                                  | Wraith: The Oblivion     | 1. Dezember 1995, ISBN 978-1-56504-650-4                                                                             |
| Dead Magic                                                                  | Mage: The Ascension      | Juli 2000, ISBN 978-1-56504-408-1                                                                                    |
| Hunter Book: Wayward                                                        | Hunter: The Reckoning    | 28. Januar 2002, ISBN 978-1-58846-703-4                                                                              |

Ebenfalls von Black Dog verlegt wurde die auf Vampire: The Masquerade basierende, erotische Geschichte Eternal Hearts (ISBN 1-56504-205-0).
Daneben war Black Dog Game Factory ebenfalls der Name einer Firma, die laut verschiedenen World-of-Darkness-Zusatzbüchern in der Spielwelt existierte und die zu dem Konzern Pentex gehörte. In der Spielwelt veröffentlichte diese Firma Parodien der White-Wolf-eigenen Spiele wie Revenant: The Ravishing (eine Parodie auf Vampire), Deviant (eine Parodie auf Aberrant) usw.
Der Verlag Feder&Schwert griff dieses Thema bei der deutschen Fassung des Book of Wyrm (dt. Buch des Wyrm) auf und erweiterte die Beschreibung der Black Dog Game Factory mit einer Parodie auf den eigenen Verlag und die eigenen Spielserien.

## HoL: Human Occupied Landfill
Black Dog verlegte außerdem HoL: Human Occupied Landfill (1994) und den dazugehörigen Zusatzband Buttery Wholesomeness (1995). HoL wurde von Dirt Merchant Games entwickelt und ist komplett spielbar, auch wenn es eigentlich eine Satire auf gängige Rollenspiele der Zeit darstellt.

Das Spiel ist in einer fernen Zukunft angesiedelt, in der die Regierungsorganisation C.O.W. (Confederation of Worlds) den Planet HoL als Strafkolonie und Müllhalde verwendet. Spielercharaktere leben dort.